# Joseph Ortolan
Joseph Louis Elzéar Ortolan, né le 21 août 1802 à Toulon et mort le 27 mars 1873 à Paris (5e), est un criminaliste et juriste français.

## Biographie

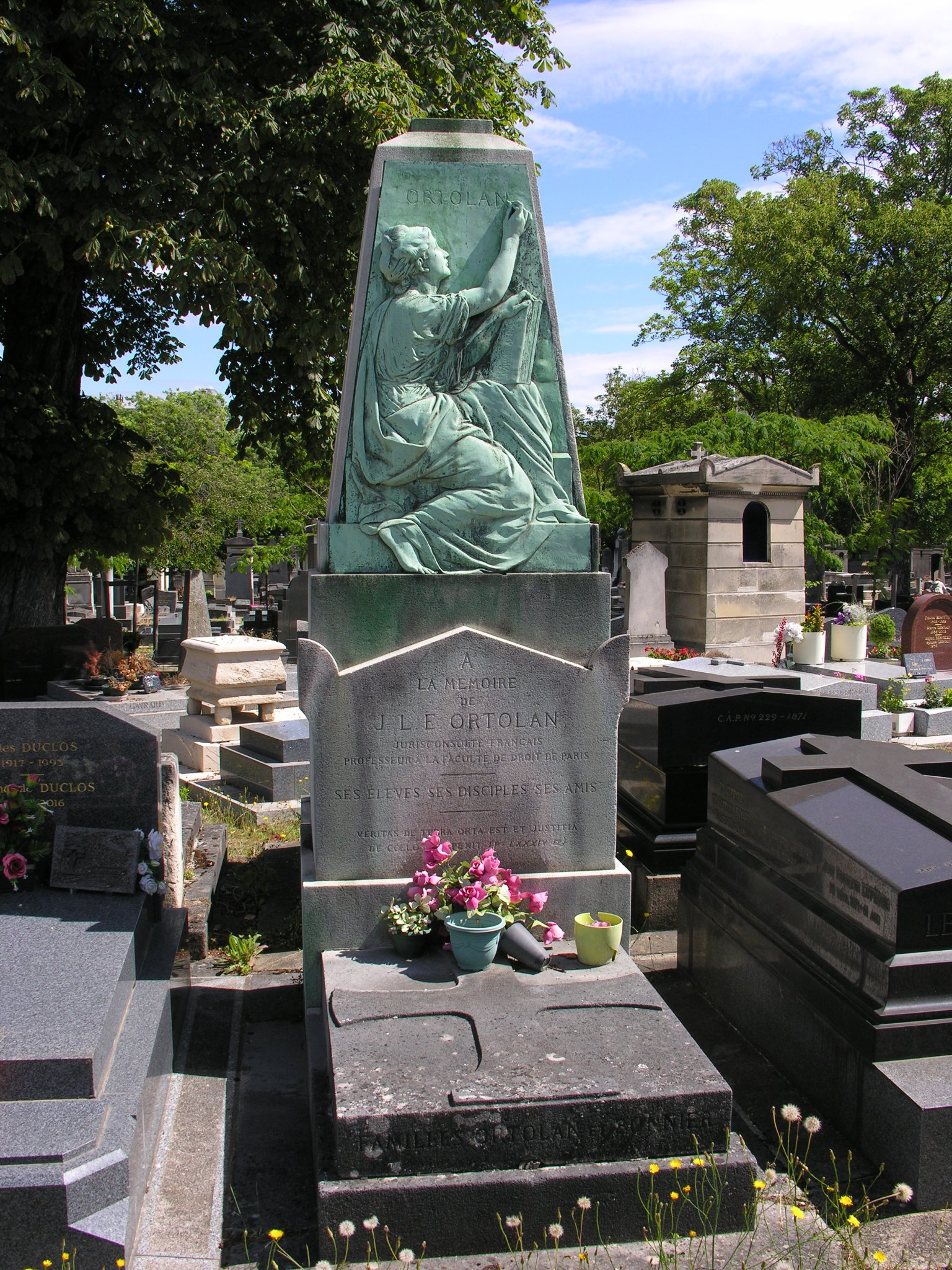
Tombe de Joseph et Eugène Ortolan au cimetière du Montparnasse (division 3).

Il est né à Toulon, de Elzéar Louis Ortolan (1761-1838), juge de paix du canton et de Toulon, et de Victoire Théotiste Montanard. Il a pour frère Jean-Félicité-Théodore Ortolan qui a rédigé des ouvrages de droit maritime.

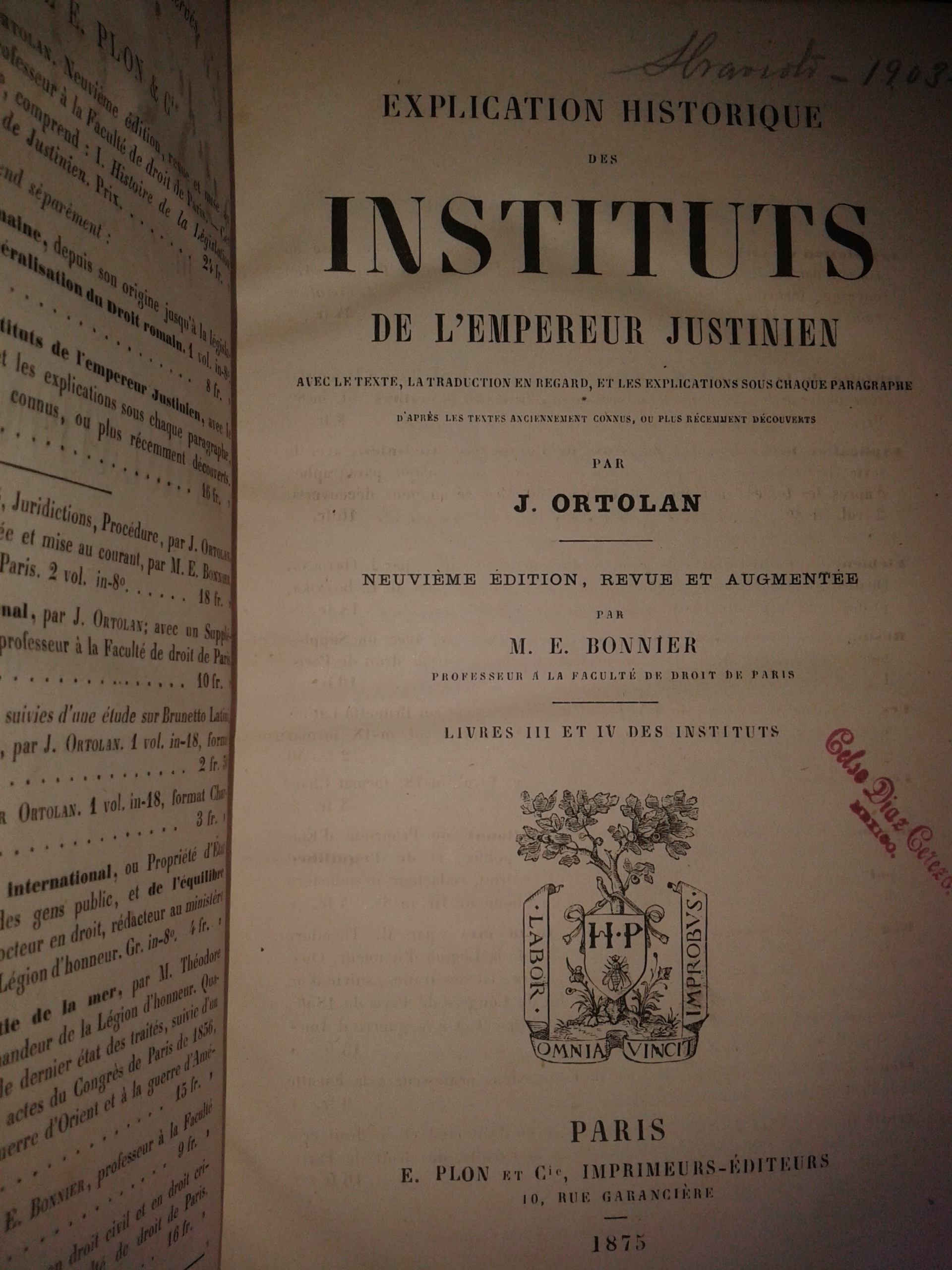
Première page de Explication historique des instituts de l'empereur Justinien, para Joseph Louis Elzéar Ortolan (1802-1873). Neuvième édition, revue et augmentée par M. E. Bonnier. Livres III et IV des instituts. Paris : E. Plon et Cie., 1875.

Joseph Ortolan étudie le droit à Aix-en-Provence et à Paris et acquiert rapidement une notoriété publique grâce à la publication de deux ouvrages : Explication historique des institutes de Justinien (1827) et Histoire de la législation romaine (1828). D'abord assistant libraire à la Cour de cassation, il est promu après la Révolution de 1830 au rang de secrétaire général.
Il est également appelé à donner des cours de droit constitutionnel à l'université de la Sorbonne, et en 1836, il commence à donner des cours de droit pénal comparé à l'université de Paris. Il publie de nombreux ouvrages sur le droit constitutionnel et le droit comparé ; il écrit également un recueil de poésie Les enfantines en 1845.
Il épouse en 1829 Camille Defrêne de Montonnerre, avec qui il a eu deux enfants : Eugène Ortolan et Elzéarine Bonnier-Ortolan, dite Zari, auteur et mère de Gaston Bonnier et de Elzéar Bonnier-Ortolan.
Il meurt à Paris en son domicile, 10 place du Panthéon, en 1873 et est inhumé au cimetière du Montparnasse (3e division).
Une rue du 5e arrondissement de Paris porte son nom.